# Ibalonius
Genre
Synonymes
- Paribalonius Roewer, 1912
- Euibalonius Roewer, 1915
- Ibaloniellus Roewer, 1923
- Neoibalonius Roewer, 1923
- Philibalonius Roewer, 1926
- Kalingius Roewer, 1927
- Batjanellus Roewer, 1949
- Dimesoceras Roewer, 1949
- Ibaloniolus Roewer, 1949
- Trimesoceras Roewer, 1949

Ibalonius est un genre d'opilions laniatores de la famille des Podoctidae.

## Distribution
Les espèces de ce genre se rencontrent en Mélanésie, en Asie du Sud-Est et dans les îles de l'Afrique de l'Est.

## Liste des espèces
Selon World Catalogue of Opiliones (04/07/2021) :
- Ibalonius breoni (Simon, 1879)
- Ibalonius dubius (Goodnight & Goodnight, 1948)
- Ibalonius ferrugineus (Roewer, 1912)
- Ibalonius flavopictus Hirst, 1911
- Ibalonius impudens Loman, 1906
- Ibalonius inscriptus Loman, 1902
- Ibalonius jagorii Karsch, 1880
- Ibalonius karschii Loman, 1902
- Ibalonius lomani Hirst, 1911
- Ibalonius maculatus (Roewer, 1915)
- Ibalonius quadriguttatus Hirst, 1912
- Ibalonius sarasinorum Roewer, 1914
- Ibalonius semperi (Roewer, 1912)
- Ibalonius simoni Roewer, 1915
- Ibalonius tuberculatus Suzuki, 1977
- Ibalonius umbonatus (Roewer, 1927)

## Publication originale
- Karsch, 1880 : « Arachnologische Blätter (Decas I). IX. Neue Phalangiden des Berliner Museums. » Zeitschrift für die gesammten Naturwissenschaften, vol. 53, p. 400–404.